# Buster Moten
Ira E. „Buster“ Moten (* 1903; † 1965 als Ira Alexander Smith; auch Bus Moten) war ein US-amerikanischer Jazzmusiker (Akkordeon, Piano) und Bandleader.

## Leben und Wirken
Buster Moten war mit dem in Kansas City aktiven Bandleader und Pianisten Bennie Moten verwandt; den meisten Quellen nach war er sein Bruder, nach anderen sein Cousin oder Neffe, angeblich auch Bennies Onkel. Erste Aufnahmen mit ihm entstanden Ende der 1920er-Jahre; in dieser Zeit war er der musikalische Leiter der Bennie Moten Band, einer Territory Band, die zwischen Kansas City und Louisiana tourte (außerdem schrieb er Stücke für die Band). Als Akkordeonsolist ist er zu hören in Bennie Motens Terrific Stomp und im Moten Blues (Victor), aufgenommen 1929. Zur Band gehörten neben den Motens ab 1929 auch Count Basie und kurz darauf weitere wichtige Musiker des Kansas City Jazz.
Nach Bennie Motens Tod 1935 leitete Buster Moten die Band weiter; bereits nach kurzer Zeit gründete Count Basie, der nicht für den launischen und unberechenbaren Bus Moten arbeiten wollte und schon vorher mit einem Teil der Musiker revoltiert hatte, seine eigene Band. Noch für ein Jahr leitete Buster Moten die Band unter Bennie Motens Namen weiter; doch die Schlüsselmusiker verließen einer nach dem anderen das Orchester, bis nur noch der Name der ursprünglichen Band blieb. Als Moten die Großformation nicht länger finanzieren konnte, verkleinerte er sie und holte George E. Lee in die Combo.
Buster Moten leitete in den folgenden Jahren weiter eigene Bands, u. a. mit Hot Lips Page, Jesse Price (Schlagzeug), Billy Hadnott (Bass), Orville DeMoss (Altsaxophon), Robert Hibbler, Dee Stewart (Trompete) und Odell West (Tenorsaxophon). Bis in die 1940er- und 50er-Jahre arbeitete er mit eigenen Bands wie Bus Moten & His Men; 1949 entstanden Aufnahmen für Capitol Records, bei denen u. a. Ben Webster mitwirkte. Im Bereich des Jazz war er zwischen 1949 und 1961 an vier Aufnahmesessions beteiligt, zuletzt bei Albert Wynn & His Gutbucket Seven.
Bennie und Buster Moten hatten die Urheberrechte für Moten Swing; angeblich wurde der Titel von Eddie Durham und Count Basie geschrieben, so Basie in seiner Autobiografie. Diesem Prioritätsstreit wird jedoch im Allgemeinen keine Bedeutung zugemessen.